# Carlos Kis
Carlos Kis (* 20. August 1932 in Montevideo, Uruguay; † 15. März 2010 in Santos, Brasilien) war ein uruguayischer Maler, Grafiker, Bildhauer und Muralist.
Kis studierte an der Fakultät für Architektur der Universidad de la República (UdelaR) sowie am Instituto de Profesores Artigas. Drei Jahre lang leitete er die Kunstgalerie Opus in Brasília, war anschließend Direktor einer Mode-Zeitschrift, arbeitete als Innenarchitekt und in der Design-Abteilung eines Automobilunternehmens. Zunächst auf Leinwand malend, nahm er davon während eines fünfjährigen New-York-Aufenthaltes in den 1970er Jahren Abstand und wandte sich vermehrt Kunstwerken aus dem künstlichen Werkstoff Formica zu. Das benötigte Material dazu stellte ihm das Unternehmen Cyanamid zur Verfügung. 1995 widmete die Zeitschrift Art of Living Kis, der seine Kunstwerke unter anderem in Buenos Aires, Montevideo, Punta del Este, New York, Guarujá, Porto Alegre, Joinville, São Paulo und Mexiko-Stadt ausstellte, eine umfangreiche Story. Carlos Kis lebte seit 1961 in Brasilien. Dort wohnte er in Santos.